# 小犬副棘鰍
小犬副棘鰍（學名：Paracanthocobitis canicula），為輻鰭魚綱鯉形目條鰍科副棘鰍屬的其中一種。分布於亞洲柬埔寨湄公河流域，體長可達6.3公分，棲息在河川底層水域，生活習性不明。

## 扩展阅读
維基物種上的相關：小犬副棘鰍